# Província de Nouaceur
La província de Nouaceur (en àrab إقليم النواصر, iqlīm an-Nuwāṣir) és una de les províncies del Marroc, fins 2015 part de la regió de Gran Casablanca i actualment de la de Casablanca-Settat. Té una superfície de 514,60 km² i 236.119 habitants censats en 2004. La capital és Nouaceur. Limita al nord-oest amb l'oceà Atlàntic, al nord-est amb la prefectura de Casablanca, a l'est amb la província de Médiouna, al sud-est, al sud i a l'oest amb la província de Settat.

## Divisió administrativa
La província de Nouaceur consta de 1 municipi i 3 comunes:
| Nuclis de població | Població (2 Set. 1994) | Població (2 Set. 2004) |
| ------------------ | ---------------------- | ---------------------- |
| Dar Bouazza        | 45.102                 | 115.367                |
| Bouskoura          | 22.788                 | 92.259                 |
| Oulad Salah        | 12.016                 | 15.797                 |
| Nouaceur           | 9.986                  | 12.696                 |